# Neveletlenek (film, 1975)
A Neveletlenek (eredeti cím: Conduct Unbecoming) 1975-ben bemutatott brit filmdráma, amelyet Michael Anderson rendezett. A forgatókönyvet Barry England azonos című darabja alapján Robert Enders írta, a zenéjét Stanley Myers szerezte. A mozifilm a Lion International gyártásában készült és a British Lion Films forgalmazásában jelent meg.
Nagy-Britanniában 1975. október 5-én, Magyarországon 1977. április 28-án mutatták be a mozikban.

## Szereplők
| Szereplő                     | Színész              | Magyar hang       |
| ---------------------------- | -------------------- | ----------------- |
| Arthur Drake hadnagy         | Michael York         | Hegedűs D. Géza   |
| Lionel E. Roach őrnagy       | Richard Attenborough | Szabó Gyula       |
| Benjamin Strang ezredes      | Trevor Howard        | Egri István       |
| Harper kapitány              | Stacy Keach          | Avar István       |
| Alastair Wimbourne őrnagy    | Christopher Plummer  | Mécs Károly       |
| Mrs. Marjorie Scarlett       | Susannah York        | Ruttkai Éva       |
| Edward Millington hadnagy    | James Faulkner       | Szakácsi Sándor   |
| Richard Fothergill főhadnagy | Michael Culver       | Gelley Kornél     |
| Doktor                       | James Donald         | Somogyvári Rudolf |
| Pradah Singh                 | Rafiq Anwar          | Benkő Gyula       |
| Mrs. Strang                  | Helen Cherry         | Tolnay Klári      |
| Frank Hart hadnagy           | Michael Fleming      | Sztankay István   |
| Winters hadnagy              | David Robb           | Oszter Sándor     |
| Boulton hadnagy              | David Purcell        | Konrád Antal      |
| Hutton hadnagy               | Andrew Lodge         | Surányi Imre      |
| Truly hadnagy                | David Neville        | ?                 |
| Mrs. Bandanai                | Persis Khambatta     | Szegedi Erika     |
| Toby Strang hadnagy          | Michael Byrne        | ?                 |
| Mrs. Scarlett szolgálója     | Jamila Massey        | Egri Márta        |

## Televíziós megjelenések
MTV-1, Filmmúzeum